# Murthel Groenhart
Murthel Groenhart (Amsterdam, 10 ottobre 1986) è un kickboxer olandese.

## Carriera
Inizia la propria carriera nel mondo del kickboxing prendendo parte ad una serie di eventi minori. Debutta quindi per la promozione SLAMM nel 2006, venendo sconfitto in entrambi i match a cui prende parte. Nel 2008 è invitato dalla prestigiosa K-1 a partecipare ad un torneo, inizialmente pensato per i pesi massimi ma poi organizzato per la divisione dei 75 kg. L'olandese si fa strada vincendo i suoi tre match per KO tecnico, conquistando così il trofeo nella finalissima di Milano.
La prestazione offerta nel torneo della K-1 attrae così l'interesse dell'organizzazione It's Showtime, la più grande promozione di kickboxing a livello nazionale. Malgrado una sconfitta al debutto contro Sem Braan, viene comunque invitato a disputare altri match. Pur possedendo una buona percentuale da knockout, nelle uscite successive mette in mostra prestazioni incostanti, trionfando via KO contro avversari come Yassin Boudrouz e Joep Beerenpoot ma venendo anche sconfitto a sorpresa da Vladimir Moravcik e Ali Cenik. Durante questo periodo disputa combattuti match anche contro Cosmo Alexandre e Nieky Holzken, dai quali è battuto in entrambe le occasioni.
Malgrado il rendimento spesso discontinuo, si aggiudica il titolo europeo E.M.T.A. agli inizi del 2010, superando Amir Zeyada.
Successivamente il kickboxer di Amsterdam passa alla categoria 79 kg per sfidare Marc de Bonte a Glory 2: Brussels, il 6 ottobre 2012, trionfando in rimonta al secondo round grazie ad una ginocchiata.